# 3phase
Sven Röhrig, mieux connu sous le nom de scène 3phase, est un musicien et producteur allemand d'acid techno et de techno de Détroit. Sous le nom de 3 Minute Tantra et Motormusik, il a publié d'autres titres personnels.

## Biographie
3phase est surtout connu pour le single Der Klang der Familie, qu'il a produit avec Dr. Motte, cofondateur de la Love Parade. La chanson est considérée comme l'hymne officieux de la Loveparade et est jouée plusieurs fois à la fin de l'événement. Le clip musical officiel qui l'accompagne est réalisée à partir d'extraits de l'événement, mélangés à des animations par ordinateur. Le morceau est produit fin 1991 et publié sur Tresor Records, Novamute et Transmat. 3phase est également connu pour ses albums et singles publiés sur Tresor Records et Novamute. 
Röhrig fait également partie de plusieurs groupes. Il fait ses débuts musicaux en 1983 sur le label Zyklus Records avec la mixtape Instructions, qu'il sort sous le nom de Tox Movement. Il sort son premier album, Taste the Lash, avec son groupe de l'époque, Boom Factory, en 1989. Son premier single solo sous le nom de 3phase sort en 1992 sur Planet Records Berlin et s'intitule The Sun. 

## Discographie

### Albums studio
- 1992 : Schlangenfarm (Tresor Records)
- 1994 : Straight Road (Tresor Records)
- 1996 : Early Worx In Electronic Music Volume One (Push Records)

### Mixtapes
- 1983 : Instructions (Zyklus Records)

### Singles et EP
- 1992 : The Sun (Planet Records Berlin)
- 1992 : Open Your Mind (Space Teddy)
- 1992 : Der Klang der Familie (feat. Dr. Motte) (Tresor Records) (52e place des charts allemands[2])
- 1993 : Steamm (D'Vision)
- 1993 : Rota (Novamute)
- 1993 : Current 1 (Tresor Records)
- 1993 : Das Rennen (Tresor Records)
- 1993 : The Camonist (feat. Dr. Motte) (Pow Wow Records)
- 1994 : Skydiver (The Spacefrogs)
- 1995 : Dream Machine (Natural Bridge)
- 1995 : Bass Overload (Low Spirit)
- 1995 : Voo Doo Pop (Mute Records)
- 1995 : Early Sun (Volume Records)
- 1996 : Early Worx (Push Records)
- 1998 : Kong (Nova Mute)
- 1998 : Snafu Sessions (Nova Mute)
- 2000 : Home Clinic (Time Unlimited)
- 2005 : Holzkopf EP (Toktok Records)